# 중경고등학교
중경고등학교(中京高等學校)는 대한민국 서울특별시 용산구 이촌동에 있는 공립 고등학교이다.

## 학교 연혁
- 1967년 12월 13일 : 학교법인 중경학원 설립 허가
- 1970년 2월 1일 : 초대 차두형 교장 취임
- 1970년 3월 10일 : 개교(24학급)
- 1972년 2월 : 제1회 73명 졸업
- 1982년 3월 1일 : 공립 일반계 고등학교로 개편
- 1990년 2월 6일 : 서빙고동 4-1에서 현재 위치로 이전
- 1991년 3월 1일 : 교육청지정 연구학교 운영(제2외국어)
- 2002년 12월 31일 : 동관(정보교육관) 준공
- 2005년 6월 : 나사나빛 체육관 준공
- 2010년 9월 1일 : 자율형 공립고 지정
- 2011년 3월 1일 : 자율형 공립고로 운영
- 2015년 10월 1일 : 교육부 자율형 공립고 재지정
- 2019년 9월 1일 : 제18대 김승겸 교장 취임
- 2021년 2월 5일 : 제50회 139명 졸업(총 18,636명 졸업)
- 2021년 3월 2일 : 2021학년도 신입생 121명 입학
- 2021년 12월 : 고교학점제 연구학교 지정

## 참고 자료
- 중경고등학교 - 한국교육학술정보원 학교알리미